# Pelle Svensson
Per „Pelle“ Svensson (* 20. Februar 1970 in Ängelholm) ist ein ehemaliger schwedischer Eishockeyspieler und derzeitiger -trainer sowie -funktionär, der während seiner Karriere unter anderem für die Eisbären Berlin, München Barons und Kassel Huskies in der Deutschen Eishockey Liga aktiv war.

## Karriere
Svensson begann seine Karriere im Jahr 1988 beim Rögle BK, der damals in der zweithöchsten schwedischen Spielklasse Division 1 (heute HockeyAllsvenskan) spielte. Der Offensivspieler gehörte bereits ab der Saison 1989/90 dem Stammkader der Schweden an und stieg mit dem Klub in der Spielzeit 1991/92 in die Elitserien auf, die höchste schwedische Liga. Svensson hatte mit 30 erzielten Scorerpunkten in 38 Partien einen großen Anteil an diesem Erfolg. Es folgten vier weitere Jahre bei seinem Heimatverein, ehe er im Sommer 1996 ein Vertragsangebot der Eisbären Berlin aus der Deutschen Eishockey Liga erhielt. Der Schwede entschied sich für das Angebot und ging folglich für die Berliner aufs Eis.
Mit den Eisbären konnte der Stürmer in den Jahren 1997 und 1999 den 2. Platz beim IIHF Continental Cup erreichen. Als sein Vertrag zum Ende der Saison 1998/99 nicht verlängert wurde, schloss er sich den kurz zuvor neu gegründeten München Barons an. Mit den Münchnern platzierte sich der damals 29-jährige nach der Hauptrunde auf den zweiten Tabellenrang und gewann nach einem 3:1-Finalsieg nach Spielen gegen die Kölner Haie die Deutsche Meisterschaft. Svensson absolvierte in dieser Spielzeit 66 Ligapartien und konnte dabei 45 Mal punkten. Vor allem in den Play-offs konnte er gute Statistiken aufweisen. So erzielte er neun Punkte in 12 Spielen und verbuchte zudem eine Plus/Minus-Statistik von +2.
In der Saison 2000/01 schnürte er die Schlittschuhe noch einmal für den Ligakonkurrenten Kassel Huskies, ehe er im Jahr 2001 nach Schweden zu seinem ehemaligen Verein Rögle BK zurückkehrte, für die er bereits zwischen 1988 und 1996 auf dem Eis stand. Es folgten vier Spielzeiten bei Rögle BK und eine beim Viertligisten Åstorp Grizzlys. Anschließend beendete er nach der Saison 2005/06 seine aktive Eishockeykarriere im Alter von 36 Jahren. Nachdem er ab 2008 zunächst im Nachwuchsbereich des Rögle BK als Cheftrainer der U18-Mannschaft tätig gewesen war, wurde Svensson im Kalenderjahr 2010 temporär während der Kvalserien als Ersatz für den entlassenen Gunnar Persson in der Funktion des Cheftrainers vom Rögle BK engagiert. Mit der Herrenmannschaft stieg er jedoch in die HockeyAllsvenskan ab. Im Anschluss übernahm Svensson innerhalb des Vereins erneut die U18-Mannschaft, ehe er 2012 zum Geschäftsführer des Rögle BK befördert wurde.

### International
Svensson wurde 1990 für die schwedische Juniorennationalmannschaft nominiert, mit der er im gleichen Jahr an der Junioren-Weltmeisterschaft in Finnland teilnahm. Dort erreichte er mit seinem Team den fünften Platz, der den Klassenerhalt bedeutete. Der Linksschütze kam in drei Partien zum Einsatz und erzielte dabei keinen Scorerpunkt.

## Erfolge und Auszeichnungen
- 2000 Deutscher Meister mit den München Barons